# Eugène Pollet
Achille Eugène Pollet (Lilla, Nord, 29 de setembre de 1886 – Lilla, 16 de desembre de 1967) va ser un gimnasta artístic francès que va competir a començaments del segle XX.
El 1920 va prendre part en els Jocs Olímpics d'Anvers, on guanyà la medalla de bronze en el concurs complet per equips del programa de gimnàstica.